# Ophisops microlepis
Ophisops microlepis är en ödleart som beskrevs av Blanford 1870. Ophisops microlepis ingår i släktet ormögonödlor och familjen lacertider. IUCN kategoriserar arten globalt som livskraftig. Inga underarter finns listade i Catalogue of Life.
Arten förekommer i klippiga områden i västra Indien mellan 200 och 500 meter över havet. Habitatet utgörs av lövfällande skogar och av buskskogar.